# Ригг, Крис
Кристофер Джон Ригг (англ. Christopher John Rigg; родился 18 июня 2007, Хебберн, Саут-Тайнсайд, Тайн-энд-Уир, Англия) — английский футболист, полузащитник клуба «Сандерленд».

## Клубная карьера
Крис Ригг родился в городе Хебберн, метрополитенский район Саут-Тайнсайд. В возрасте 5 лет стал заниматься футболом в академии клуба «Сандерленд». В сезоне 2021/22 Ригг вместе с командой выиграл Кубок Премьер-лиги среди игроков до 15 лет, сыграв ключевую роль. В сезоне 2022/23, когда Крису было всего 15 лет, он был переведён в команду «Сандерленда» до 21 года, выступавшую в Премьер-лиге 2.
7 января 2023 года дебютировал за основную команду «чёрных котов», выйдя на замену в матче Кубка Англии против клуба «Шрусбери Таун» и в возрасте 15 лет и 203 дня став самым молодым игроком в истории «Сандерленда». В стартовом составе Ригг впервые вышел 8 августа 2023 года на матч Кубка Английской лиги против клуба «Кру Александра», также отметившись своим первым забитым мячом в профессиональной карьере и став самым молодым автором гола в истории «чёрных котов». Всего в сезоне 2023/24 Крис провёл за «Сандерленд» 22 матча и забил 3 гола, окончательно закрепившись в статусе игрока взрослой команды клуба. Сезон 2024/25 начал в качестве ключевого игрока «чёрных котов», благодаря чему осенью 2024 года стали появляться сообщения об интересе к Риггу со стороны таких клубов, как «Реал Мадрид», «Манчестер Юнайтед», «Челси», «Ливерпуль» и «Ньюкасл Юнайтед». 15 октября 2024 года был включён в список 60 самых талантливых футболистов 2007 года рождения от газеты The Guardian.

## Карьера в сборной
Выступал за сборные Англии до 15, до 16 и до 18 лет. Вместе со сборной страны до 17 лет принял участие на чемпионате мира и чемпионате Европы.